# Christian Rösler
Christian Rösler (* 7. Januar 1987 in Bad Muskau, DDR) ist ein deutscher Eishockeyspieler. Seit 2009 spielt er als Stürmer bei den Jonsdorfer Falken aus der Oberliga.

## Karriere
Christian Rösler begann seine Karriere als Eishockeyspieler mit fünf Jahren beim Eissport Weißwasser, bei dem er alle Nachwuchsmannschaften durchlief und für dessen Junioren er von 2002 bis 2005 in der Deutschen Nachwuchsliga aktiv war. Für die in der Zwischenzeit in Lausitzer Füchse umbenannte Profiabteilung gab der Angreifer in der Saison 2005/06 sein Debüt in der 2. Bundesliga, wobei er in der Hauptrunde, sowie den anschließenden Playdowns in jeweils sechs Spielen punkt- und straflos blieb. Mit einer Förderlizenz ausgestattet lief der gebürtige Sachse in der Saison 2006/07 parallel für den Regionalligisten ELV Niesky sowie in der Saison 2008/09 für den Oberligisten ESC Halle 04 und die Jonsdorfer Falken in der Regionalliga.

## 2. Bundesliga-Statistik
(Stand: Ende der Saison 2009/10)